# Либо
Либо́ (кит. упр. 荔波, пиньинь Lìbō) — уезд Цяньнань-Буи-Мяоского автономного округа провинции Гуйчжоу (КНР).

## История
Уезд был создан в провинции Гуйчжоу во времена империи Мин в 1506 году. Во времена империи Цин он был в 1659 году передан в подчинение властям Цинъюаньской управы (庆远府) провинции Гуанси, но в 1732 году вернулся в состав провинции Гуйчжоу, где стал подчиняться властям Дуюньской управы (都匀府). После Синьхайской революции в Китае была проведена реформа структуры административного деления, в ходе которой управы были упразднены.
После вхождения этих мест в состав КНР в 1950 году был создан Специальный район Душань (独山专区), и уезд вошёл в его состав. В 1952 году власти специального района переехали из уезда Душань в уезд Дуюнь, и Специальный район Душань был переименован в Специальный район Дуюнь (都匀专区). 
8 августа 1956 года Специальный район Дуюнь был расформирован, и был создан Цяньнань-Буи-Мяоский автономный округ; уезд вошёл в состав автономного округа. В марте 1959 года уезд Либо был присоединён к уезду Душань, но в июне 1961 года был воссоздан.

## Административное деление
Уезд делится на 1 уличный комитет, 5 посёлков и 1 национальную волость.

## Транспорт
В уезде на высокоскоростной линии Гуйян — Наньнин расположен железнодорожный туннель Чаоян протяжённостью 12,7 км.

## Достопримечательности
- Лес Сяоцикун, известный своими каскадными водопадами[3].